# 馬拉赫區

35°23′33″N 1°05′35″W / 35.392592°N 1.092941°W
馬拉赫區（阿拉伯语：‎），是阿爾及利亞的行政區，位於該國西北部，由艾因泰穆尚特省負責管轄，首府設於馬拉赫，面積234平方公里，2010年人口45,647，人口密度每平方公里200人。